# Juan Manuel Cano
Juan Manuel Cano Ceres (né le 12 décembre 1987 à San Miguel de Tucumán) est un athlète argentin, spécialiste de la marche.

## Biographie
Il termine 22e du 20 km marche des Jeux olympiques de 2012 en portant le record national à 1 h 22 min 10 s. Il termine 8e du 20 km aux Jeux panaméricains à Toronto en 1 h 29 min 6 s.